# Stethynium thalesi
Stethynium thalesi är en stekelart som beskrevs av Girault 1938. Stethynium thalesi ingår i släktet Stethynium och familjen dvärgsteklar. Inga underarter finns listade i Catalogue of Life.